# ميدالية حرب القرم
ميدالية حرب القرم (بالتركية الحديثة: Kırım Harbi Madalyası) هي ميدالية عسكرية أمر بإنشائها السلطان العثماني عبد المجيد الأول لتكريم عسكريي القوات المتحالفة التي شاركت في حرب القرم (1854 ـ 1856).
صمم الميدالية جيمس روبرتسون، ومُنحت بشكل شخصي لمن بقوا على قيد الحياة بعد الحرب، وتوجد ثلاث نسخ من هذه الميدالية تختلف باختلاف جنسية المقاتل الممنوحة له (بريطاني أو فرنسي أو سرديني).

## من الحاصلين عليها
- أمير اللواء إسماعيل باشا أبو جبل